# .ki

امار کد کشوری

‎.ki‏ دامنه اینترنتی اختصاص داده شده به جمهوری کیریباتی است.